# Бургенланд
Бу́ргенла́нд (нем. Burgenland, бав. Burgnlånd, хорв. Gradišće, словен. Gradiščanska, прек. Gradišče, венг. Várvidék, Őrvidék или Felsőőrvidék, чеш. Hradsko) — самая восточная и наименее населённая федеральная земля в Австрии. Территория Бургенланда делится на два штатутарштадта (города, приравненных в административном отношении к округам) и семь политических округов, состоящих, в свою очередь, из 171 общины. Протяжённость территории с севера на юг составляет 166 км, при этом протяжённость с запада на восток в самом узком месте (в Зигграбене) составляет всего 5 км. Административный центр и крупнейший город — Айзенштадт. Население — 285 685 человек (9-е место среди земель; данные переписи 2011 года).
Бургенланд — самая молодая из земель Австрии, приобрела статус земли в 1921 году.
Высшим законодательным органом власти земли является ландтаг, состоящий из 36 депутатов, избираемых на 5 лет. На октябрь 2005 года места в ландтаге распределились следующим образом: Социал-демократическая партия Австрии (СПА) — 19 мандатов, Австрийская народная партия — 13, Австрийская партия свободы — 2, «Зеленые» — 2. Президент ландтага — Вальтер Приор.
Высшая исполнительная власть принадлежит земельному правительству, состоящему из 7 членов. Глава правительства — Ханс Ниссль (СПА).
Бургенланд относится к числу наименее развитых в промышленном отношении земель Австрии. Доля в ВВП страны составляет около 2,8 %, а в промышленном производстве не превышает 2 %. Ежегодный доход на душу населения в северной части Бургенланда — 22 100 евро, на юге — 16 300 евро на человека (в среднем по Австрии — 28 000 евро).

## Этимология
Регион не был отдельным территориальным образованием и не имел никакого названия до 1921 года. До конца Первой мировой войны немецкоговорящую западную пограничную область Венгрии иногда неофициально называли Дойч-Вестунгарн (немецкая Западная Венгрия).

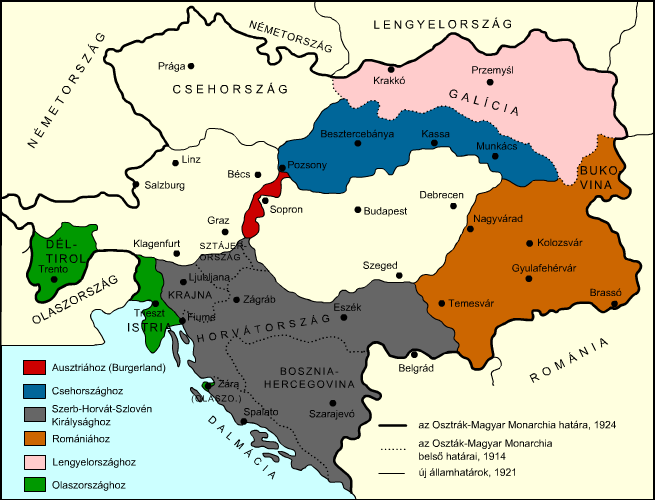
Раздел королевства Венгрия по Трианонскому договору

Название Фирбургенланд (Земля Четырёх Замков) придумал в 1919 году Одо Рётиг, венский житель в Шопроне (Эденбурге). Оно было получено из названий четырёх венгерских вармедье (по-немецки Комитат, 'округов'), известных по-венгерски как Пожонь, Мошон, Шопрон и Ваш (или по-немецки как Пресбург, Визельбург, Эденбург и Айзенбург). После того, как город Пожонь (Пресбург) отошёл к Чехословакии, число фир убрали, но название сохранили, потому что оно соответствовало области с множеством старых пограничных замков. Название Бургенланд было официально принято первым заседанием Ландтага в 1922 году.
В венгерском языке немецкое название является общепринятым, однако имеется три современных варианта, используемых венгерскими диаспорами. Венгерский перевод немецкого названия, Варвидек, придумал Ласло Юхас, специалист по региону, в 1970-х годах и оно становится всё более популярным, особенно в туристической литературе. Остальные два названия — Эрвидек и Фельшё-Эрвидек — происходят от названия самого главного старого анклава венгерского языка, Фельшё-Эршег. Это небольшая область вокруг города Фельшёэр (Оберварт), таким образом новые названия немного вводят в заблуждение, однако они иногда используются.
Хорватское и словенское названия Градище и Градишчанско являются переводами немецкого названия.

## Государственные символы
Государственный закон о национальных символах Бургенланда Gesetz vom 15. November 1990 über die burgenländischen Landessymbole (Landesgesetzblatt für das Burgenland 16/1991, ausgegeben und versendet am 4. März 1991) смотри здесь.

### Конституция Бургенланда
Конституция Бургенланда была принята Государственным Конституционным Законом 14 сентября 1981 года. С полным текстом Конституции на языке оригинала можно ознакомиться здесь или здесь.

### Гимн Бургенланда
Die Burgenländische Landeshymne
1. Strophe
Mein Heimatvolk, mein Heimatland, mit Österreich verbunden!
Auf Dir ruht Gottes Vaterhand, Du hast sie oft empfunden.
Du bist gestählt in hartem Streit zu Treue, Fleiß und Redlichkeit.
Am Bett der Raab, am Heiderand, Du bist mein teures Burgenland!
Am Bett der Raab, am Heiderand, Du bist mein teures Burgenland!
2. Strophe
Rot-Gold flammt Dir das Fahnentuch, Rot-Gold sind Deine Farben!
Rot war der heißen Herzen Spruch, die für die Heimat starben!
Gold ist der Zukunft Sonnenlicht, das strahlend auf Dich niederbricht!
Stolz trägt das Volk Dein Wappenband: Du bist mein teures Burgenland!
Stolz trägt das Volk Dein Wappenband: Du bist mein teures Burgenland!
3. Strophe
Mein Heimatvolk, mein Heimatland! Mit Öst´reichs Länderbunde
hält dich verknüpft das Bruderband schon manche gute Stunde!
An Kraft und Treue allen gleich, Du jüngstes Kind von Österreich.
Zu Dir steh' ich mit Herz und Hand: Du bleibst mein teures Burgenland!
Zu Dir steh' ich mit Herz und Hand: Du bleibst mein teures Burgenland!
Komponist: Peter Zauner (1936)
Text: Dr. Ernst Görlich
Zweistimmiger Satz: Joseph Lechthaler
Историю возникновения гимна Бургенланда на языке оригинала смотри здесь

### Герб Бургенланда
Герб был принят 17 октября 1922 года после создания новой земли. Он был составлен из гербов двух влиятельнейших средневековых семейств региона — графов Надьмартон и Фракно (Маттерсдорф-Форхтенстен, орёл на скале) и графов Неметуйвар (Гюссинг, три полосы красного и белого меха).
Герб Бургенланда представляет собой золотой щит. В центре поля щита располагается сидящий на чёрном блестящем скалистом камне увенчанный золотой короной зрячий, широкоплечий красный (багряно-красный) орёл с высунутым языком, с распростёртыми крыльями и золотыми когтями. Взгляд орла обращён на восток. В центре герба на груди орла расположен небольшой щит в золотой кайме, состоящий из четырёх равномерно-чередующихся вертикальных полос двух цветов: красного (багряно-красного) цвета и цвета белых перьев в виде четырёх полотен штыковой лопаты на каждой из полос, обращённых на юг. В верхних углах щита над широкоплечими крыльями орла располагаются два чёрных греческих креста.
Краткую информацию о праве использования юридическими и физическими лицами символа герба Бургенланда на языке оригинала смотри здесь.

### Флаг Бургенланда
Флаг был официально принят в 1971 году.
- Вариант 1 (для гражданского использования)

Флаг Бургенланда представляет собой прямоугольное полотнище из двух равновеликих горизонтальных полос: верхней — багряно-красного и нижней — золотого цвета, повторяющих цвета его герба. Отношение ширины флага к его длине составляет 2:3.
- Вариант 2 (официальный)

Флаг Бургенланда представляет собой прямоугольное полотнище из двух равновеликих горизонтальных полос: верхней — красного (багряно-красного) и нижней — золотого цвета, повторяющих цвета его герба. В центре флага располагается государственный герб Бургенланда, который равномерно простирается на обе полосы. Отношение ширины флага к его длине составляет 2:3.

## География

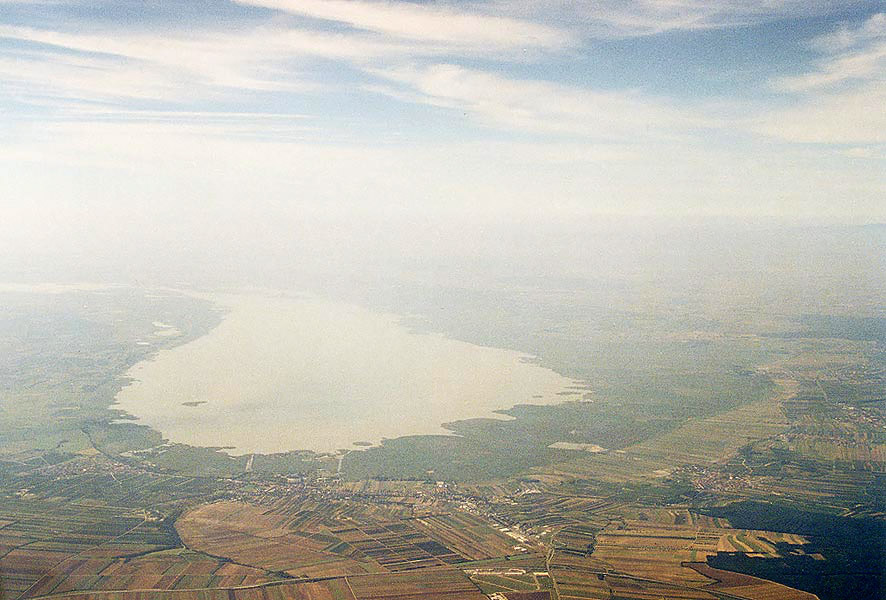
Вид на озеро Нойзидлер-Зе.

Площадь территории 3961.80 км² (7-е место). Высшая точка — Гешрибенштайн 884 метра, низшая — 114 метров около Апетлона.
У Бургенланда очень протяжённая граница: на западе граничит с землями Нижняя Австрия и Штирия, на северо-востоке со Словакией, на востоке с Венгрией, на юге со Словенией.
Граница между Бургенландом и Венгрией проходит также по озеру Нойзидлер-Зе, известное своим камышом, небольшой глубиной, а также умеренным климатом в течение всего года. Нойзидлер-Зе — крупнейшее озеро Австрии, являющееся популярным местом для орнитологов, туристов и сёрфингистов.

## Административно-территориальное деление

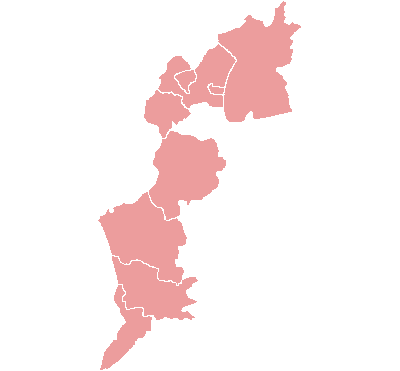
Округа Бургенланда

| Административно-территориальное устройство Бургенланда |                         |
| Наименование показателей                               | Количество (01.01.2015) |
| Политические округа                                    | 7                       |
| Штатутарштадты                                         | 2                       |
| Судебные округа                                        | 7                       |
| Полицейские округа                                     | 7                       |
| Провинциальный избирательный округ                     | 1                       |
| Региональные избирательные округа                      | 2                       |
| Местные избирательные округа                           | 7                       |
| Налоговое управление                                   | 2 (1)                   |
| Политические общины — Всего                            | 171                     |
| в том числе — городские общины                         | 13                      |
| — ярмарочные общины                                    | 67                      |
| — сельские общины                                      | 91                      |
| Кадастровые общины                                     | 328                     |
| Ортшафты                                               | 328                     |
| Статистические общины (цельшпренгели)                  | 378                     |
| Статистические округа (цельбецирки)                    | 3                       |
| Епархия (диоцез) Айзенштадт                            | 1                       |
| Деканаты                                               | 12                      |
| Католические приходы и экспозитуры                     | 172                     |
| Приходские объединения                                 | 80                      |
| Филиалы католических церквей                           | 165                     |
| Приходы и дочерние церкви евангелических церквей       | 77 (78)                 |
| Школьные округа                                        | 9                       |

| Политические округа и штатутарштадты |                               |              |                              |                     |                              |                                     |                        |
| Код                                  | Название политических округов | Площадь, км² | Население, чел. (01.01.2015) | Плотность, чел./км² | Землеобеспеченность, м²/чел. | Номерные знаки транспортных средств | Административный центр |
| 101                                  | Айзенштадт                    | 42,84        | 13 664                       | 318,95              | 3 135                        | E                                   | Айзенштадт             |
| 103                                  | Айзенштадт-Умгебунг           | 452,67       | 41 649                       | 92,01               | 10 869                       | EU                                  | Айзенштадт             |
| 104                                  | Гюссинг                       | 485,03       | 26 272                       | 54,17               | 18 462                       | GS                                  | Гюссинг                |
| 105                                  | Еннерсдорф                    | 253,20       | 17 215                       | 67,99               | 14 708                       | JE                                  | Еннерсдорф             |
| 106                                  | Маттерсбург                   | 237,64       | 39 364                       | 165,65              | 6 037                        | MA                                  | Маттерсбург            |
| 107                                  | Нойзидль-ам-Зе                | 1037,55      | 57 031                       | 54,97               | 18 193                       | ND                                  | Нойзидль-ам-Зе         |
| 109                                  | Оберварт                      | 732,09       | 53 610                       | 73,23               | 13 656                       | OW                                  | Оберварт               |
| 108                                  | Оберпуллендорф                | 700,79       | 37 622                       | 53,69               | 18 627                       | OP                                  | Оберпуллендорф         |
| 102                                  | Руст                          | 19,99        | 1 929                        | 96,50               | 10 363                       | E                                   | -                      |

- Примечание: Административно-территориальное деление дано по состоянию на 1 января 2015 года.

## Общая карта
Легенда карты:
|  | Более 10 000 чел.       |
|  | от 7 500 до 10 000 чел. |
|  | от 5 000 до 7 500 чел.  |
|  | от 3 000 до 5 000 чел.  |
|  | от 2 000 до 3 000 чел.  |
|  | от 1 000 до 2 000 чел.  |
|  | от 500 до 1 000 чел.    |

## История

### Между Венгрией и Австрией
Первые люди заселили Бургенланд ещё в каменном веке. Во времена Римской империи являлся частью провинции Паннония. После битвы при Аугсбурге (955 год), германские поселенцы начали заселять территорию. В 1043 году согласно мирному договору между Генрихом III и Самуилом Аба установлена западная граница Венгрии вдоль реки Лейта (Лайта). Территория современного Бургенланда стала западной приграничной зоной Венгрии до 1920.
Большинство населения было германцами, кроме венгерских пограничников (дьепю). Германская иммиграция продолжалась также и в Средние века из соседней Австрии. В XVI—XVII веках в западную Венгрию стали прибывать беженцы — немецкие протестанты в поисках укрытия от религиозных войн в Священной Римской империи.
После 1440 года территорию современного Бургенланда заняли австрийские Габсбурги, и в 1463 году его северная часть (с городом Кёсег) стала залоговой территорией согласно Винер-Нойштадтскому мирному договору. В 1477 году был занят венграми во главе с Матьяшем Хуньяди, но в 1491 году Уласло II вернул его Максимилиану I. В 1647 году Фердинанд II отдал его Венгрии. В XVII—XVIII веках богатые католические землевладельческие семейства, к примеру Эстерхази и Баттьяни, доминировали в регионе.
После распада Австро-Венгрии в 1918 году немецкие жители «немецкой Западной Венгрии» (Бургенланда) решили присоединиться к Австрии. Согласно переписи 1910 года на территории современного Бургенланда проживало 291 800 человек. Среди них было 217 072 немецкоговорящих (74 %), 43 633 хорвата (15 %) и 26 225 венгров.
Будущее региона решалось в обсуждении Чешского коридора в Югославию. Решение о «немецкой Западной Венгрии» было принято в Сен-Жерменском и Трианонском мирных договорах. 

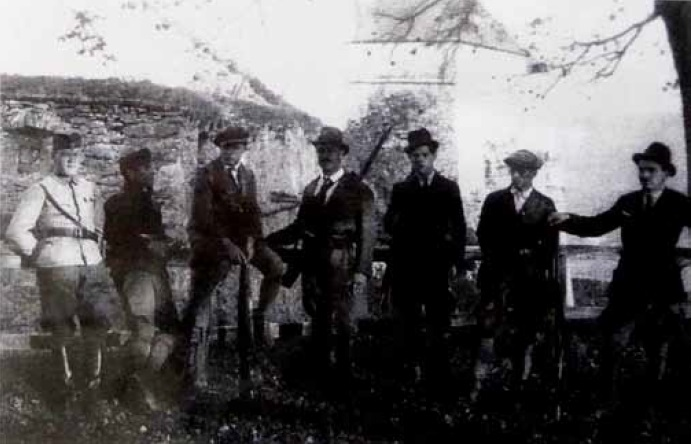
Венгерские боевики в Форхтенштайне

Несмотря на дипломатические усилия Венгрии, одним из итогов Первой мировой войны стало официальное объединение Бургенланда с Австрией 28 августа 1921 года. Фактически занятие региона австрийской полицией и пограничниками было остановлено в тот же день венгерскими боевиками при военной поддержке Венгрии.

### 1921: Девятая земля Австрии
С помощью итальянского дипломатического посредничества кризис был почти решён осенью 1921 года, когда Венгрия решила разоружить боевиков. Но был назначен референдум об объединении части территорий Бургенланда с венгерским населением, включая Эденбург (Шопрон), являвшийся столицей Бургенланда, с Венгрией. Референдум проходил с 14 по 16 декабря 1921 года и, согласно итогам, большинство проголосовало за присоединение к Венгрии. Австрия же итоги референдума ставила под сомнение.
В противоположность другим (цислейтанским) современным австрийским землям, Бургенланд не являлся частью Кронланда. Из-за иного исторического развития в нём отсутствовали собственные 'региональные' политические и административные институты власти, такие как Ландтаг (представительное собрание) и Штатгальтер (имперский губернатор).
18 июля 1922 года были проведены первые выборы в парламент Бургенланда. Для перехода с венгерской под австрийскую юрисдикцию было сделано много временных учреждений. В 1925 году парламент объявил Айзенштадт столицей Бургенланда и переместил учреждения, разбросанные по всему Бургенланду, в недавно построенный Ландхаус в 1929 году.
По данным первой австрийской переписи населения, в 1923 году в Бургенланде проживало 285 600 человек. Этнический состав провинции слегка изменился: процент немцев возрос в сравнении с 1910 годом (227 869 человек, 80 %), в то время как процент венгров быстро снизился (14 931 человек, 5 %). Это изменение являлось следствием эмиграции венгерских госслужащих и интеллигенции после объединения Бургенланда с Австрией.
В 1923 году эмиграция в США, начавшаяся в конце XIX века, достигла апогея; в некоторых местах до четверти населения покидала свои места.
После аншлюса Австрии, административная единица Бургенланд была упразднена и включена в регионы Нидердонау (Нижний Дунай) и Штайермарк (Штирия).
Помимо притеснения евреев, от нацистского режима пострадали также этнические группы рома и синти. Концлагерь КЦ Лаккенбах для цыган находился в той же местности, что и концлагерь КЦ Цватен.
Германизация сказалась и на других национальных меньшинствах, включая хорватов и венгров. Их национальные школы были закрыты, а использование родного языка запретили.
Нацисты начали строить, в основном используя труд евреев и местного населения, Юго-Восточный вал (нем. Südostwall), который оказался бесполезным, поскольку советские войска уже пересекли венгерско-австрийскую границу и вторглись в Австрию. В последние дни нацистского режима было много пыток и убийств еврейских узников.

### Минные поля 1945—1970
1 октября 1945 года при советской поддержке был восстановлен Бургенланд и предоставлен советским войскам в обмен на Steiermark (Штирию), которую в свою очередь заняла Великобритания.
Во время советской оккупации Бургенланд перенёс время чрезвычайно медленного экономического роста, последнее было из-за того что инвесторы боялись присутствия советской армии. Советская оккупация закончилась с подписанием Декларации о независимости Австрии в Вене 1955 года оккупационными силами.
Жестокое подавление Венгерской Революции 23 октября 1956 года привело у венгерско-австрийской границы, особенно у моста Андау (Брюк фон Андау), к появлению волны беженцев из Венгрии, которых жители Бургенланда приняли с гостеприимством.
В 1957 году создание «Антифашистского Защитного Барьера» на венгерско-австрийской границе — смертельной зоны минных полей и колючей проволоки, более известного как железный занавес, привело к полной изоляции стран Варшавского договора от остального мира. Во времена Железного занавеса местные поезда курсирующие между севером и югом действовали как «Коридорные поезда» (Корридорцюге) — их двери были закрыты при пересечении венгерской территории.
Начиная с 1965 по 1971 год минные поля разминировали, так как от них пострадало много людей даже на австрийской стороне границы. Это воспринималось как движение Советского Союза к открытию границ Западу, начавшееся в конце семидесятых.

### Вино и Железный занавес
Несмотря на то, что Бургенланд (особенно область вокруг Нойзидлер-Зе) производил превосходное вино, некоторые виноделы стали добавлять запрещённые добавки в свою продукцию в середине 1980-х годов. Когда это открылось, винный экспорт Австрии был уничтожен. После того, как скандал угас, виноделы Австрии, не только Бургенланда, сфокусировали внимание на качестве вина и главным образом на снижении выпуска вина низкого качества.
27 июля 1989 года Министры иностранных дел Австрии и Венгрии, Алоис Мок и Дьюла Хорн открыли железный занавес (по-немецки: «Айзернер Форханг») в посёлке Клингенбах в символическом акте с далеко идущими последствиями. Тысячи восточных немцев использовали эту возможность, чтобы уехать на запад. И снова жители Бургенланда встретили их с большим гостеприимством. Позже это получило название «Стартовый выстрел к объединению Германии».
После 1990 года Бургенланд вернул себе традиционную роль моста между западной и восточной частями Центральной Европы. Международные связи были усилены с присоединением Венгрии и Словении к Европейскому союзу в 2004 году. Обе страны стали частью Шенгенской зоны в конце 2007, когда пограничный контроль окончательно убрали из региона.

## Меньшинства
Бургенланд известен градищанскими (бургенландскими) хорватами (29 000—45 000 чел.) и венграми (5 000—15 000 чел.), проживающими на его территории.
Венгры живут в городе Оберварт/Фельшёэр, коммунах Унтерварт/Альшоэр и Зигет ин дер Варт/Эрисигет. Эти три поселения вместе принято называть Верхним Эршегом (венг. Felső-Őrség, нем. Wart), и они являются языковым анклавом с XI века. Другой старый венгерский языковой анклав в Оберпуллендорфе/Фельшёпуйя на сегодняшний день почти исчез. Бургенландские венгры были «эрёк», то есть охранниками западной границы, и их особый диалект похож на диалект секеев в Трансильвании. Их культурный центр — Оберварт/Фельшёэр. Ещё одной обособленной группой венгров были наёмные крестьяне, работавшие на огромных угодиях к северу от Нойзидлерзее. Они прибыли в основном из региона Рабакёз. После роспуска поместий в середине XX века эта группа перестала существовать.
Хорваты прибыли после Османской войны в 1532 году, когда Османская армия полностью опустошила некоторые части их территории. Переселение владельцев поместий закончилось лишь в 1584 году. Они до сих пор сохранили свою католическую веру и свой язык, и в XIX веке их национальное самосознание возросло из-за влияния Национального Возрождения в Хорватии. Между 1918 и 1921 годами хорваты выступали против планируемого присоединения Западной Венгрии к Австрии, а в 1923 году семь хорватских деревень проголосовали за возврат к Венгрии. В 1934 году была образована Хорватская Культурная Ассоциация Бургенланда. В эпоху нацизма (1938-45 годах) хорватский язык был официально запрещён, а государство проводило агрессивную политику германизации. Декларация о независимости Австрии 1955 года гарантировала права меньшинств для каждого члена меньшинств, рождённого в Австрии, но хорватам приходилось бороться за использование своего языка в школах и офисах даже в 60-х и 70-х годах XX века. В 2000 году был установлен 51 новый двуязычный знак с названиями населённых пунктов в Бургенланде (47 хорватских и 4 венгерских).
Язык хорватского меньшинства — разнородные градищанско-хорватские говоры, на основе которых кодифицирован стандартный градищанско-хорватский язык, отличающийся от литературного хорватского языка. Он используется в национальных школах и СМИ (Евангелие впервые было переведено на градищанско-хорватский в 1711 году). Согласно Красной книге ЮНЕСКО, этот язык в настоящее время находится в уязвимом положении. Бургенландские хорваты принадлежат к той же группе, что и их соплеменники по ту сторону современной венгерской границы.
Помимо немцев, хорватов и венгров, в Бургенланде проживало значительное количество цыган и евреев, истреблённых нацистским режимом. До депортации в 1938 году, традиционно очень религиозные бургенландские евреи концентрировались в известных «Семи сообществах» (Зибенгемайнден/Sheva kehillot) в Айзенштадте, Маттерсбурге, Киттзе, Фрауэнкирхене, Коберсдорфе, Лаккенбахе и Дойчкройце, где они составляли значительную часть населения: к примеру в Лаккенбахе в 1869 году они составляли 62 % от всего населения города. После войны, евреи из Бургенланда основали харедийский пригород Иерусалима — Кирьят Маттерсдорф, напоминание об оригинальном названии Маттерсбурга, бывшем центре известной иешивы.

## Политика
Земельное собрание Бургенланда (Ландтаг) насчитывает 36 мест.

### Выборы—2000
По итогам выборов, проведённых 3 декабря 2000 года, SPÖ получила 17 мест, ÖVP получила 13 мест, FPÖ получила 4 места, и партия Зелёных получила 2 места. Земельное правительство состоит из коалиции SPÖ и ÖVP. В 2003 году был снижен возрастной ценз до 16-ти лет для участия в региональных выборах в Бургенланде.

### Выборы—2005
В результате выборов, состоявшихся 9 октября 2005 года, SPÖ заняла 19 мест, получив тем самым большинство. У ÖVP осталось 13 мест, партия Зелёных закрепила за собой 2 места, а представительство FPÖ уменьшилось на 2 места.

### Выборы—2010
В ходе выборов, состоявшихся 30 мая 2010 года, SPÖ получила 48, 6 процентов голосов, ÖVP — 34,2 процента, FPÖ — 9,3 процента, партия Зелёных — 4 процента, партия LBL — также 4 процента.

## Экономика
Ввиду своей «молодости» и слабого экономического развития по сравнению с другими землями Австрии, Бургенланд стал объектом субсидирования Европейским Фондом Регионального Развития ЕС с 1995 года. Эти субсидии будут выделяться поэтапно до 2013 года. За десять лет этого процесса Бургенланд стал экономически более развит. В среднем, доля валового внутреннего продукта на душу населения по ППС сейчас около 77,4 % (2003). В сравнении с ВВП ЕС, выраженном в паритете покупательной способности показатель региона достиг отметки 84,7 (EU-25:100) (2003). Тем не менее север и юг земли развиты неодинаково и это различие сглаживается крайне медленно. Около 23 000 бургенландцев, в зависимости от расстояния, ездят ежедневно или еженедельно на работу в Вену.

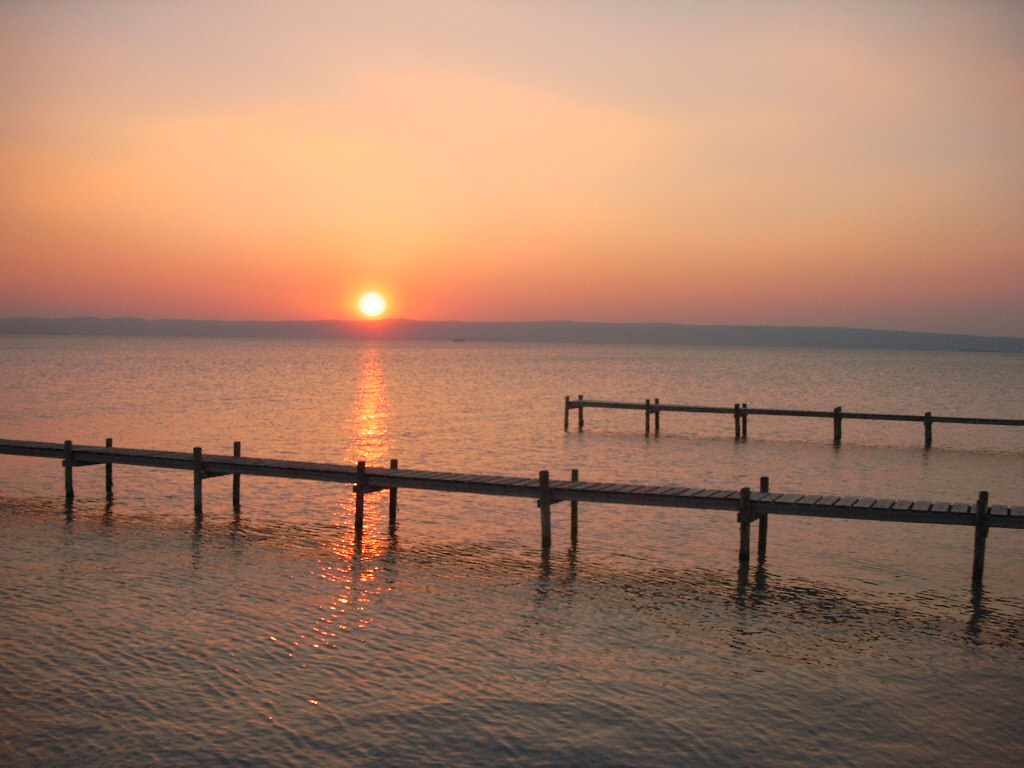
Нойзидлер-Зе — Вид на запад из Подерсдорф-ам-Зе

Бургенланд наряду с Нижней Австрией является наиболее важным винодельческим регионом Австрии. Более 16 000 гектаров используются бургенландскими виноделами. Он разделён на винодельческие районы Нойзидлерзее (7303 га), Нойзидлерзее Хюгелланд (3923 га), Миттельбургенланд (2326 га) и Зюдбургенланд (507 га).
Торгово-экономические связи с Россией развиты слабо. На долю этой земли в российско-австрийском товарообороте приходится около 1 %. Российские фирмы поддерживают контакты с небольшим количеством бургенландских предприятий, например, с «ЛИМ Кунстштоффтехнологи ГмбХ» (производство изделий из пластмасс) и «Пионер Заатен ГмбХ» (гибридные семена кукурузы). В последнее время отмечен интерес бургенландских виноделов к российскому рынку. В частности, все виноделы, входящие в организацию Pannobile, расположенную в городе Гольс, осуществляют поставки высококачественных вин российским импортёрам. Общество маркетинга австрийских вин (нем. Österreich Wein Marketing GmbH) регулярно участвует в мероприятиях, направленных на продвижение качественных австрийских вин в России.
Из России в Бургенланд ежегодно экспортируется 70 млн.куб.м. природного газа.
Количество трудоспособного населения насчитывает 130,3 тыс. человек, что составляет около 45 % от проживающих в Бургенланде граждан. Подавляющая часть населения занята в сфере обслуживания и управления (81,3 тыс.), в промышленном производстве и сельском хозяйстве занято соответственно 41,2 и 7,7 тыс. жителей. Доля безработных достигает 8,6 %, что составляет около 7,8 тыс. человек.

## Культура

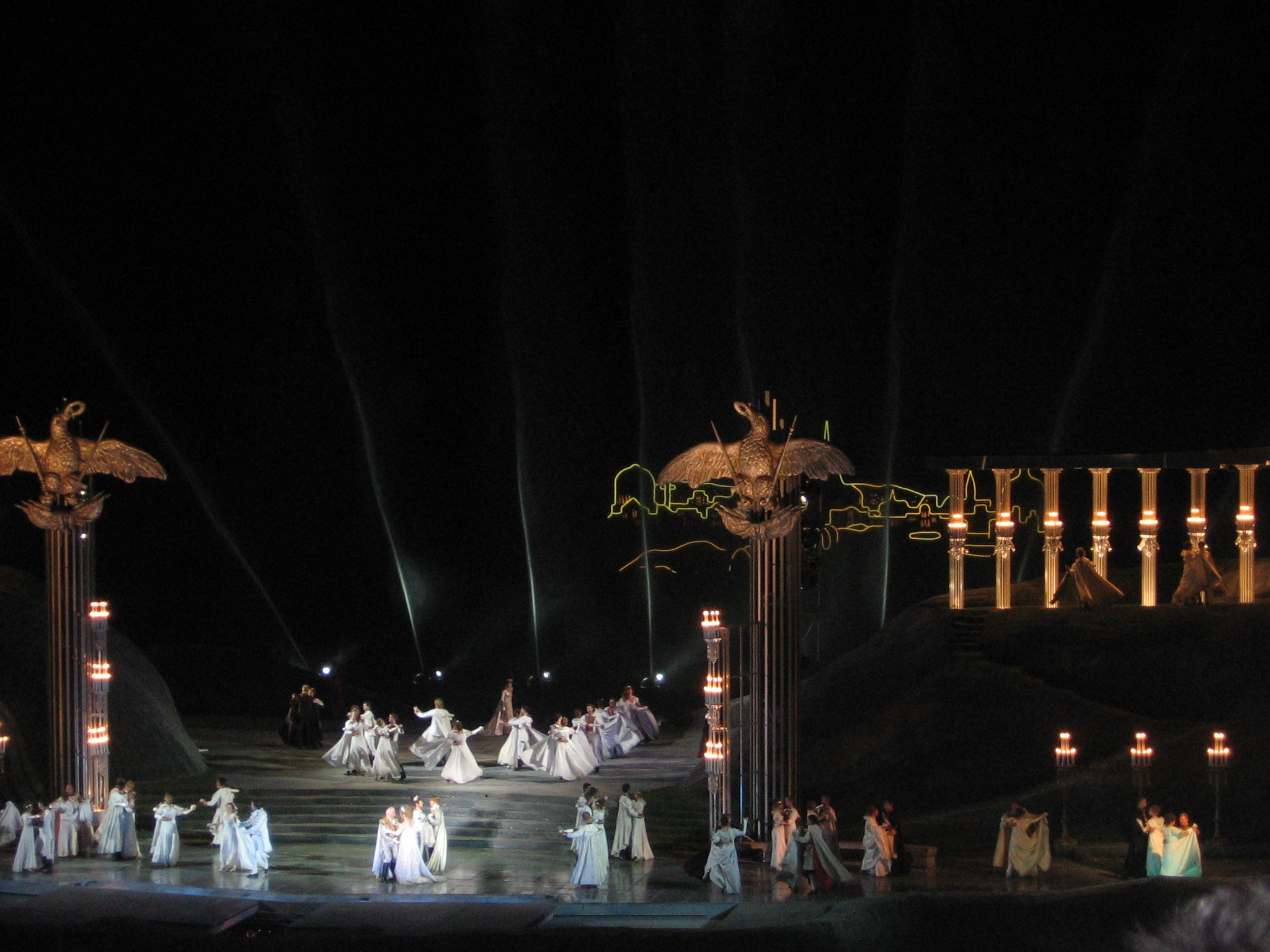
Фестиваль оперетт в Мёрбише

Культурные мероприятия происходят в основном летом: фестиваль оперетт в Мёрбише на сцене на берегу Нойзидлер-Зе, оперный фестиваль в Санкт-Маргаретен, представления в Коберсдорфе и Гюссинге. Особенно интересны и разнообразны народные обычаи народных меньшинств. Кроме того проводятся венгерские и хорватские культурные вечера.
Для молодёжи проводятся многочисленные концерты в Визене с июня по октябрь с участием всемирных звёзд рок-музыки, регги, джаза и альтернативы, которые привлекают тысячи молодых людей из Австрии и соседних стран (например Нова Рок Фестиваль).

## Достопримечательности
- Музей Гайдна
- Приход Айзенштадт-Оберберг
- Замок Форхтенштайн
- Шлосс Хальбтурн
- Замок Шлайнинг

Особую привлекательность имеет единственное в Европе степное озеро Нойзидлер-Зе с Национальным парком Нойвидлерзе-Зевинкель. Окруженное со всех сторон зарослями камыша, солончаковыми прудами и болотами, это обширное (длина — 33,5 км, ширина — 12 км.), но мелкое (1,8 м.) озеро является прекрасным местом для жизни большого количества животных и редких птиц, а также любимым местом отдыха австрийцев. Юго-западнее его берегов тянется целая череда старых замков и монастырей — барочный дворец в Хальбтурне (1711 г.), бывший монастырь сервитов в Лоретто (1651 г.), руины самой большой крепости Бургенланда в Ландзе, крепость Бург Шлайнинг (1272 г.), средневековая крепость (XV—XVII вв.) и монастырь францисканцев (1648 г.) в Гюссинге и множество других.

## Праздники Бургенланда
| Праздник                                  | Дата              |
| ----------------------------------------- | ----------------- |
| Новый год                                 | 1 января          |
| Богоявление                               | 6 января          |
| Великая пятница                           | (Пасха − 2 дня)   |
| Пасхальный понедельник                    | (Пасха + 1 день)  |
| Staatsfeiertag (День труда)               | 1 мая             |
| Вознесение Господне                       | (Пасха + 39 дней) |
| Троицкий понедельник                      | (Пасха + 50 дней) |
| Праздник Тела и Крови Христовых           | (Пасха + 60 дней) |
| Успение Божией Матери                     | 15 августа        |
| Национальный праздник                     | 26 октября        |
| День всех святых                          | 1 ноября          |
| Мартин Турский                            | 11 ноября         |
| Непорочное зачатие Девы Марии             | 8 декабря         |
| Рождественский сочельник (Heiliger Abend) | 24 декабря        |
| Рождество (Christtag)                     | 25 декабря        |
| День св. Стефана (Stefanitag)             | 26 декабря        |
| День Святого Сильвестра                   | 31 декабря        |
| Всего                                     | 17                |
| * Источник: Австрия: Википедия (рус.)     |                   |

## Бургенландиш Гемайншафт

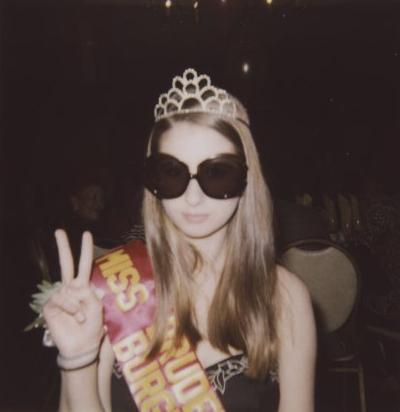
Победительница 2007 года

Бургенландиш Гемайншафт — организация, основанная в 1956 году с целью объединения бургенландцев, эмигрировавших и проживающих по всему миру. Главными целями являются объединение бургенландцев, создание всемирного сообщества, организация семейных поездок и сборов, и патриотизм к исторической родине. Также предпринимаются усилия к сохранению важных исторических документов Бургенланда. За 50 лет деятельности открылось много региональных отделений по всему миру, с большими сообществами в США, Канаде, Швейцарии, Аргентине и Германии. В одних только США Бургенландиш Гемайншафт насчитывает свыше 20 000 человек.
Также известно ежегодное соревнование «Мисс Брюдершафт дер Бургенландер», проводимое в праздничном стиле в Нью-Йорке.